# Візничий з острова Мотія, Сицилія
Візничий з острова Мотія, Сицилія (англ. Motya charioteer) — унікальна мармурова скульптура візничого, переможця змагань колісниць, знайдена на острові Мотія неподалік Сицилії.

## Історія знахідки

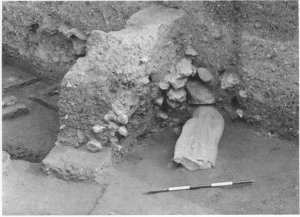
Місце знахідки

Оригінальна грецька скульптура з мармуру була знайдена 1979 року під час розкопок на малому острівці на західній кінечності Сицилії. Враховуючи вік створення скульптури — вона непогано збереглася, незважаючи на всі пошкодження (втрачені ступні, обидві руки, подряпини та пошкодження на обличчі, на голові, де зачіска та дрібні втрати на всій поверхні).
Скульптура не що інше, як монумент на честь переможця в змаганні колісниць на Олімпійських іграх, створена у повний зріст. Мармурова скульптура давньогрецьких майстрів була знайдена на колишній території фортеці фінікійців, котра базувалась на острові Мотія. Відомо з історії, що фінікійці робили військові походи на грецькі міста на Сицилії, грабували помешкання і храми, вивозили до власних поселень рабів і награбовані скарби, а також грецькі скульптури. Частка награбованих скульптур прикрашала їх місто Карфаген на півночі Африки.
Мармурова скульптура була знайдена в мурах фортеці, нашвидкоруч створеної фінікійцями для захисту від каральної експедиції грецьких вояків під проводом володаря міста Сіракузи Діонісія І. Відомо, що 397 року до н. е. грецькі вояки під проводом Діонісія І звільнили острів Мотія від загарбників-фінікійців. Відомо також, що під час швидкого приготування до облоги від вояків-ворогів використовували будь-які тесані камені, скульптури і навіть надгробкові стели з кладовищ, аби зміцнити мури і витримати атаки.

## Опис твору

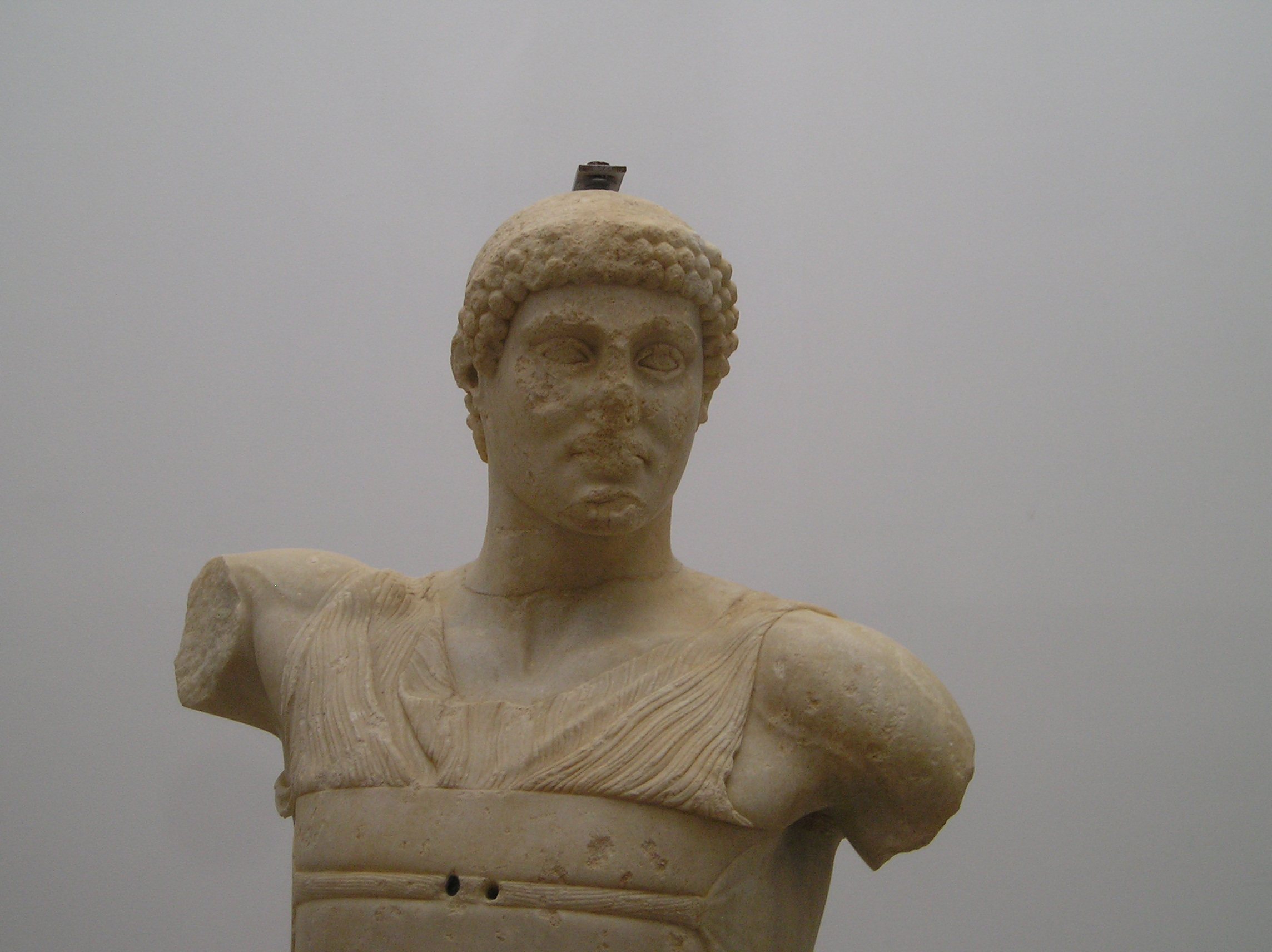
Обличчя скульптури переможця у перегонах колісниць

Скульптуру розпізнають як переможця у змаганні колісниць на Олімпійських іграх. Про призначення скульптури довідались як по аналогіям (серед них — Дельфійський візничий з бронзи), так і завдяки особливому одягу, реалістично і точно відтвореному давньогрецькими скульпторами в майстерні. Це був довгий хітон з численними зморшками, котрий додатково фіксували поясом, щоби він не розлітався від повітря під час швидкого бігу колісниці. Пояс також використовували для фіксації ременів вузди, аби ті не вислизнули з рук під час шаленого бігу коней. Це було небезпечно при будь-якій несподіванці на перегонах або при аварії при зіштовхуванні колісниць, але від такої практики не відмовлялись.
Переможець перегонів колісниць стоїть у зручній, дещо вільній і трохи гордовитій позі. Розташування правої руки скульптури, незважаючи на її відсутність, добре відтворюється завдяки залишкам пальців. Юнак стояв перед натовпом глядачів і скульпторами, спершись правицею у бік. Менше зрозумілого з розташуванням лівої руки.
Тонкий хітон наче обліпив струнке тіло атлета від поту чи після дрібного і теплого дощику.
Монумент спортсмену-переможцю колись мав «всефасадність». Монумент переможцю можна було обійти навкруги та розгледіти з усіх боків. Ретельно обробленими були всі поверхні монументу хоч спереду, хоч зі спини. «Всефасадність» зберігає скульптура і нині, незважаючи на пошкодження поверхні та нестачу обламаних рук.

## Музейне утримання
Після позбавлення поверхні скульптури від бруду, її передали на експонуваня у музей Джузеппе Вітакера на острові Мотія. Аналіз твору доводить, що монумент переможцю перегонів колісниць належить до кращих зразків давньогрецької скульптури в світі.

## Галерея

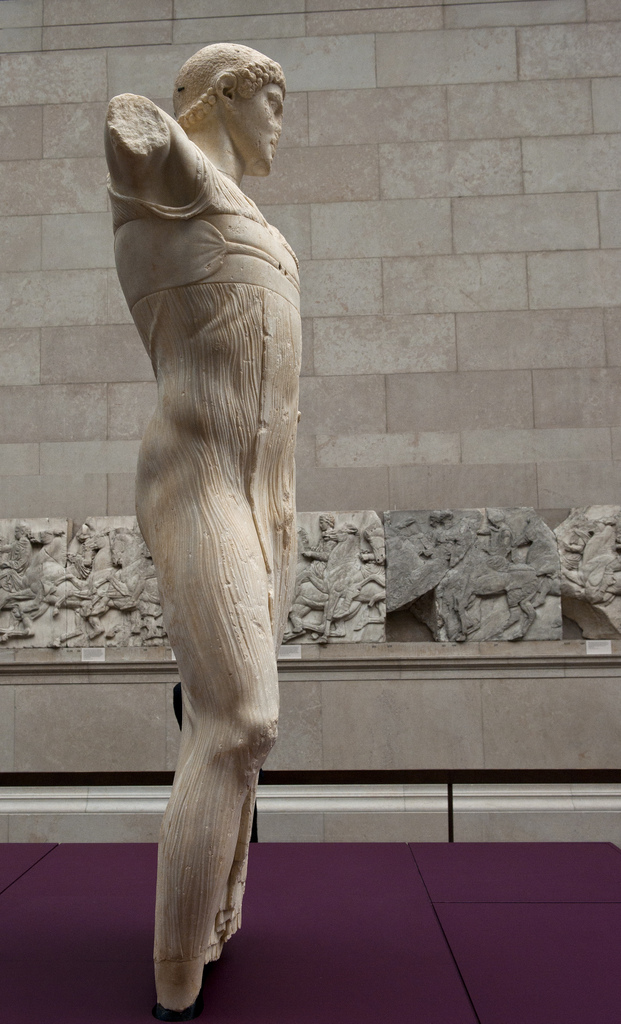
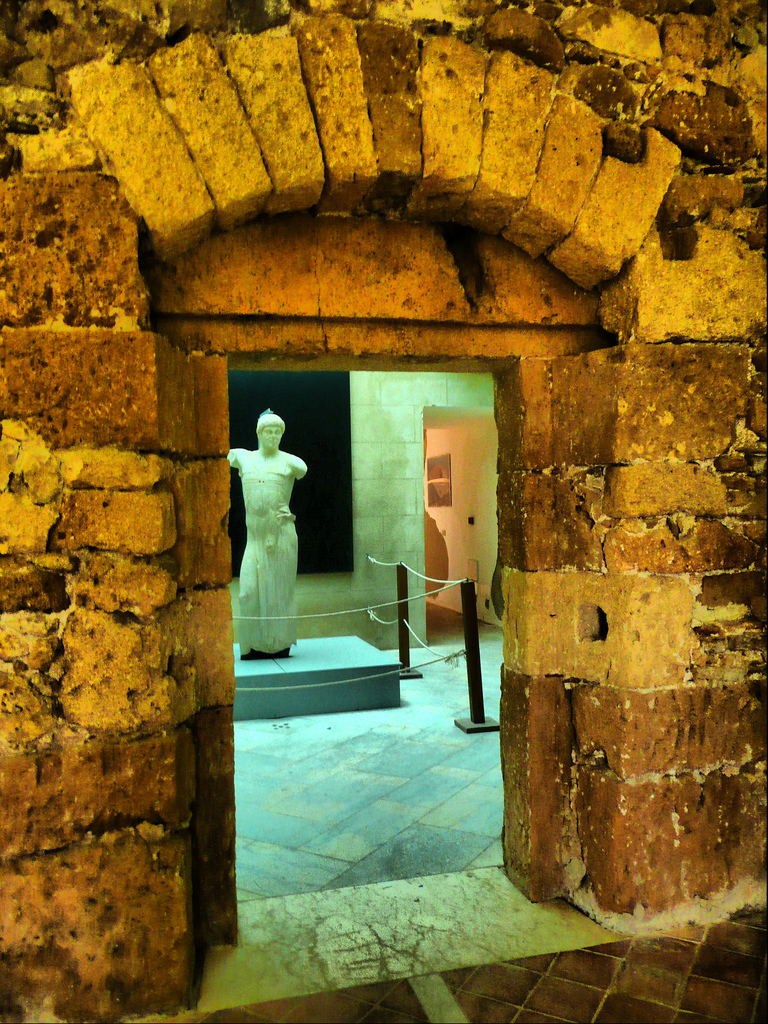
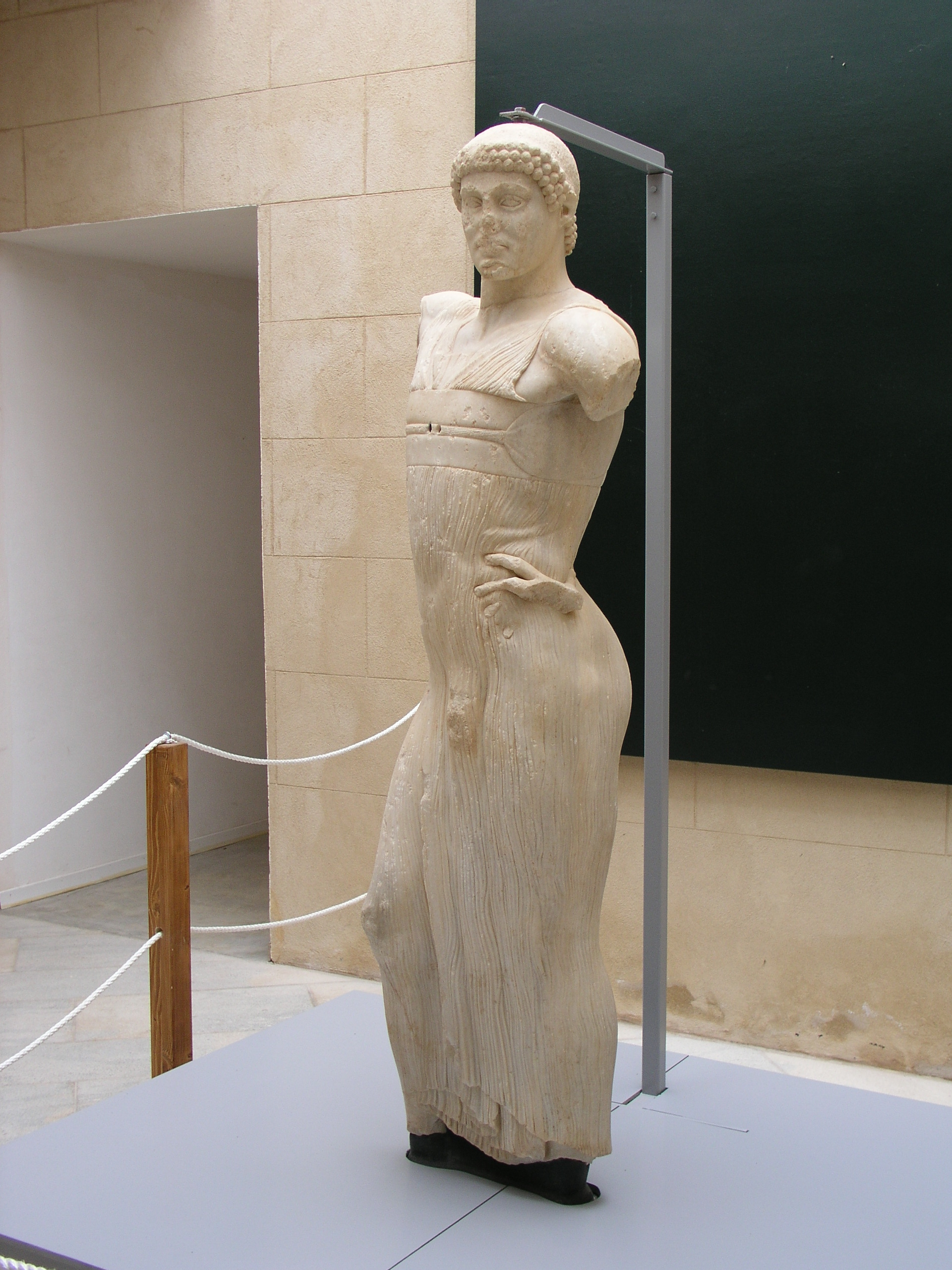
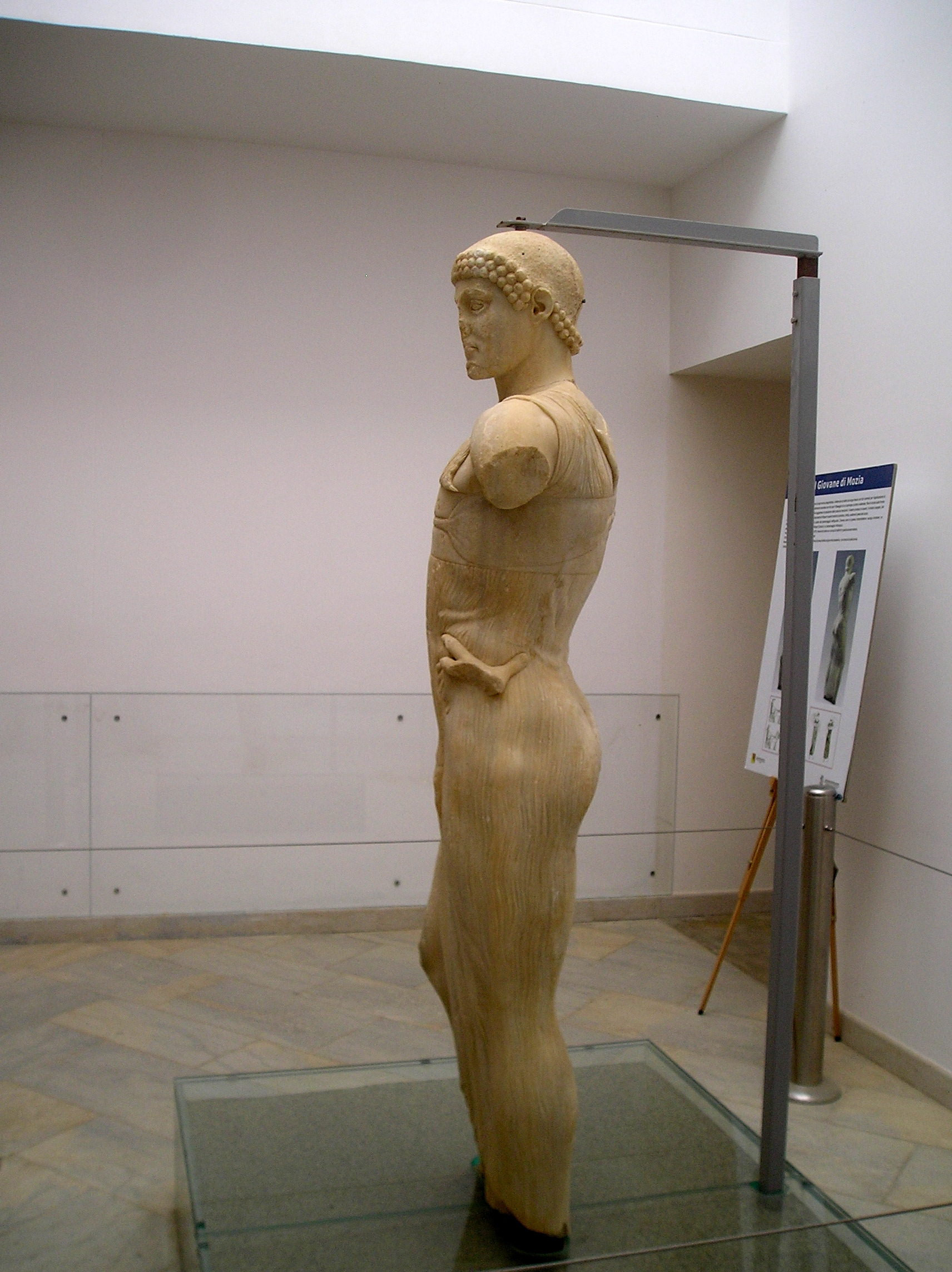